# Drusus brunneus
Drusus brunneus är en nattsländeart som beskrevs av Klapalek 1898. Drusus brunneus ingår i släktet Drusus och familjen husmasknattsländor. Inga underarter finns listade i Catalogue of Life.